# 秋元雄史
秋元雄史（日語： Akimoto Yūji，1955年7月24日—），日本藝術評論家、策展人，曾任日本多所美術館館長。1991年至2006年間，秋元雄史任職於倍樂生集團，並擔綱直島現代藝術計畫負責人而聞名。

## 生平
1955年出生于日本东京都，毕业于东京艺术大学美术学部绘画科。1991年至2004年6月任职于福武书店，2004年担任地中美术馆馆长，2006年辞职离开直岛，2007年4月至2017年3月担任金泽21世纪美术馆馆长，2015年至2017年兼任东京艺术大学大学美术馆馆长和教授，练马区立美术馆馆长。2017年被评为国立台南艺术大学荣誉教授。

## 著作
- 《直島誕生：地區再生×企業行銷×藝術實驗，從荒涼小島到藝術聖地的30年全紀錄》，譯者：林書嫻，台北：臉譜出版，2019年，ISBN 9789862357170。[5]
- 《東京藝大美術館長教你西洋美術鑑賞術：無痛進入名畫世界的美學養成》，譯者：羅淑慧，台北：方舟文化，2019年，ISBN 9789869793612。[5]
- 《東京藝大美術館長教你日本美術鑑賞術：一窺東洋美學堂奧的基礎入門》，譯者：羅淑慧，台北：方舟文化，2020年，ISBN 9789869881913。[5]